# Fiction Plane
Fiction Plane is een driekoppige rockband uit Engeland. Zanger en bassist is Joe Sumner, de zoon van Sting. Seton Daunt is de gitarist en Pete Wilhoit is de drummer.
De naam Fiction Plane blijkt een anagram te zijn van Infant Police, verwijzend naar de band van Joe's vader, The Police. Het Engelse woord infant betekent echter iets in de trant van 'kind'. Dit zou dus 'kinderen van The Police' kunnen betekenen. De bandleden van Fiction Plane hebben dit feit echter altijd aan toeval toegeschreven.
Fiction Plane bestaat sinds 2001 (toen nog onder de naam Santa's Boyfriend), maar sinds 2007 zijn ze in Nederland doorgebroken. De single Two Sisters is 3FM Megahit geweest en heeft op dat station ook veel airplay gekregen. Tevens heeft de single een 25ste plaats gehaald in de Nederlandse Single Top 100.
Sinds dit succes heeft Fiction Plane een flink groeiend aantal fans. Ook de optredens in het voorprogramma van The Police hebben hieraan bijgedragen. Zo stonden beide in 2006 als eerste respectievelijk laatste act geprogrammeerd op Bospop in Weert, waarbij de presentator opmerkte dat zanger Joe met de trein was gekomen en zijn vader Sting met een privéjet.
Ze geven regelmatig optredens in Nederland, waaronder in 2008 als headliner op Paaspop en op het hoofdpodium van Pinkpop. Op 7 december 2008 gaven ze een uitverkocht concert in Paradiso, Amsterdam. Hier werden opnames gemaakt voor het op 23 maart 2009 verschenen live-album Paradiso. In 2009 stonden ze wederom op Bospop. In 2010 waren ze onderdeel van de line up van Glastonbury (Verenigd Koninkrijk). Daarnaast stonden ze dat jaar op de Nederlandse festivals Schollenpop (Scheveningen) en Huntenpop (Ulft). In 2011 stonden ze op Jera On Air (Ysselsteyn). Daarnaast treedt de band regelmatig op in diverse poppodia in Nederland. Hun laatst Nederlandse tour was in oktober 2014, met shows in Rotown, Paradiso, Hedon en De Nieuwe Nor. De optredens waren zo goed als uitverkocht.
Op 9 februari 2015 is hun laatste album "Mondo Lumina" via Verycords uitgebracht op de Europese markt. 

## Discografie

### Albums
| Album met eventuele hitnotering(en) in de Nederlandse Album Top 100 | Datum van verschijnen | Datum van binnenkomst | Hoogste positie | Aantal weken | Opmerkingen |
| ------------------------------------------------------------------- | --------------------- | --------------------- | --------------- | ------------ | ----------- |
| Left Side of the Brain                                              | 07-09-2007            | 01-09-2007            | 9               | 9            |             |
| Sparks                                                              | 21-05-2010            | 22-05-2010            | 22              | 1            |             |

### Singles
| Single met eventuele hitnotering(en) in de Nederlandse Top 40 | Datum van verschijnen | Datum van binnenkomst | Hoogste positie | Aantal weken | Opmerkingen              |
| ------------------------------------------------------------- | --------------------- | --------------------- | --------------- | ------------ | ------------------------ |
| Two Sisters                                                   | 2007                  | 11-08-2007            | tip3            | -            | #25 in de Single Top 100 |

| Single met hitnotering(en) in de Vlaamse Ultratop 50 | Datum van verschijnen | Datum van binnenkomst | Hoogste positie | Aantal weken | Opmerkingen |
| ---------------------------------------------------- | --------------------- | --------------------- | --------------- | ------------ | ----------- |
| Two Sisters                                          | 2007                  | 20-10-2007            | tip4            | -            |             |

## Leden

### Huidige leden
- Joe Sumner (zang, gitaar, basgitaar)
- Seton Daunt (gitaar)
- Okke Punt (gitaar)
- Pete Wilhoit (drums)

### Voormalige leden
- Dan Brown (basgitaar, keyboards, achtergrondzang) - tot aan 2006
- Abe Laboriel Jr. (drums) - speelde op de demo